# Fluido de transferencia de calor
En termodinámica de fluidos, un fluido de transferencia de calor es un gas o líquido que participa en la transferencia de calor sirviendo como intermediario en el enfriamiento en un lado de un proceso, transportando y almacenando energía térmica y calentando en otro lado de un proceso. Los fluidos de transferencia de calor se utilizan en innumerables aplicaciones y procesos industriales que requieren calefacción o refrigeración, normalmente en un circuito cerrado y en ciclos continuos. El agua de refrigeración, por ejemplo, enfría un motor, mientras que el agua calentada en un sistema de calefacción hidrónico calienta el radiador de una habitación.
El agua es el fluido de transferencia de calor más común debido a su economía, alta capacidad calorífica y propiedades de transporte. Sin embargo, el rango de temperatura útil está restringido por la congelación por debajo de 0 °C y ebullición a temperaturas elevadas dependiendo de la presión del sistema. Los aditivos anticongelantes pueden aliviar el problema de la congelación hasta cierto punto. Para temperaturas más altas, los fluidos a base de aceite, hidrocarburos sintéticos o silicona ofrecen una presión de vapor más baja. Las sales fundidas y los metales fundidos se pueden usar para transferir y almacenar calor a temperaturas superiores a 300 °C donde los fluidos orgánicos comienzan a descomponerse. Gases como vapor de agua, nitrógeno, argón, helio e hidrógeno se usan donde los líquidos no son adecuados. En el caso de los gases, normalmente es necesario elevar la presión para facilitar caudales más altos con una potencia de bombeo baja.
Para evitar el sobrecalentamiento, el fluido fluye dentro de un sistema o dispositivo para transferir el calor fuera de ese dispositivo o sistema en particular.
Generalmente, tienen un alto punto de ebullición y una gran capacidad calorífica. El alto punto de ebullición evita que los líquidos de transferencia de calor se evaporen a altas temperaturas. La alta capacidad calorífica permite que una pequeña cantidad de refrigerante transfiera una gran cantidad de calor de manera muy eficiente.
Se debe asegurar que los líquidos caloportadores utilizados no tengan un punto de ebullición bajo. Esto se debe a que un punto de ebullición bajo dará como resultado la vaporización del líquido a bajas temperaturas cuando se utilizan para intercambiar calor con sustancias calientes. Esto producirá vapores del líquido en la propia máquina donde se utilizan.
Además, los fluidos de transferencia de calor deben tener una alta capacidad calorífica. La capacidad calorífica denota la cantidad de calor que el fluido puede contener sin cambiar su temperatura. En el caso de los líquidos, también muestra la cantidad de calor que el líquido puede contener antes de que su temperatura alcance su punto de ebullición y finalmente se vaporice.
Si el fluido tiene una capacidad calorífica baja, significará que se requerirá una gran cantidad de fluido para intercambiar una cantidad relativamente pequeña de calor. Esto aumentará el costo de usar fluidos de transferencia de calor y reducirá la eficiencia del proceso.
En el caso de fluidos caloportadores líquidos, el uso de su pequeña cantidad provocará su vaporización, lo que puede ser peligroso para los equipos donde se utilizan. El equipo estará diseñado para líquidos pero su vaporización incluirá vapores en el canal de flujo. También los gases ocupan mayor volumen que los líquidos a la misma presión. La producción de vapores aumentará la presión en las paredes de la tubería/canal por donde fluirá. Esto puede hacer que el canal de flujo se rompa.

## Características de los fluidos caloportadores
La baja viscosidad ayudará a que el fluido fluya fácilmente. Reducirá aún más los costos de bombeo.
El fluido elegido no debe corroer las paredes de la tubería por la que circula. Esto reducirá los costos de mantenimiento del equipo ya que se requerirá menos reemplazo de las tuberías.
La alta conductividad térmica y la difusividad térmica aumentarán la tasa de transferencia de calor a través del fluido.
El fluido debe tener un punto de ebullición alto y un punto de congelación bajo. Esto ayudará a que el fluido permanezca en la misma fase mientras intercambia calor. Esto también reducirá las complicaciones de diseño del equipo.

## Compuestos
La lista de fluidos de transferencia de calor de uso común:
- Agua
  - Vapor de agua
- Aire
- Etilenglicol[1]
- Propilenglicol
- Aceite de silicona